# Isla La Sola
La Sola es una pequeña isla deshabitada perteneciente a Venezuela , administrada como una de las dependencias federales venezolanas, está ubicada al oeste del archipiélago los Testigos y al noreste del archipiélago Los Frailes, a unos 21 kilómetros de Fraile Grande y a 37 del norte de isla de Margarita (Estado Nueva Esparta).
Posee una superficie de apenas 500 m² (equivalentes a 0,05 hectáreas), Sus coordenadas son: 11º 18' 20.2 de latitud norte y 63° 34' 21,2 de longitud Oeste. Su altura máxima sobre el nivel del mar es de unos 8,5 m. Tiene las mismas características geológicas que los Frailes. Carece de vegetación y no anidan en ella las aves, en realidad no es más que una roca aislada, de esa condición se origina la denominación de Isla "La Sola". Su relieve abrupto impide un desembarco fácil.
Fue avistada en 1498 siendo bautizada originalmente como Isla Romero. En 1938 mediante Ley Orgánica fue incluida como una de las Dependencias Federales de Venezuela, en ese entonces bajo la responsabilidad del Ministerio del Interior. A la fecha no posee ningún tipo de infraestructura básica y la isla es vigilada regularmente por la Armada Nacional de Venezuela.